# Rene Rooze
Rene Rooze (* 26. Januar 1969) ist ein holländischer Kickboxer und K-1-Kämpfer. Er ist 105 kg schwer bei einer Größe von 201 cm. Seine Kickboxkarriere umfasste 30 Siege, 7 Niederlagen und ein Unentschieden sowie einen Titel als Superschwergewichtschampion des Muay Thai Bond Nederland. Im K-1 kämpft er für das Team Aerts von Peter Aerts und konnte bis Juli 2006 von neun Kämpfen insgesamt fünf gewinnen.